# PlayStation Official Magazine – UK
PlayStation Official Magazine – UK (zazwyczaj skracane do OPM) – brytyjskie czasopismo o grach na platformę PlayStation wydawane od zimy 2006. Pomiędzy wydaniem pierwszego i drugiego numeru minęły 3 miesiące. Od drugiego numeru czasopismo zostaje wydawane co miesiąc. Od numeru 7. (czerwiec 2007) do czasopisma dołączana jest płyta Blu-ray zawierająca zazwyczaj gry i publikacje na konsole PlayStation 3 i PlayStation 4. Czasem dodawane są materiały na konsolę PlayStation Vita.

## Official UK PlayStation Magazine
Official UK PlayStation Magazine – nieistniejące czasopismo, które było wydawane od listopada 1995 (daty premiery konsoli PlayStation). Wydano 108 numerów, z czego ostatni ukazał się w marcu 2004. W grudniu 2000 czasopismo zmieniło skrót z PSM na OPM. Ruch ten był spowodowany wydaniem innego czasopisma skrótowo nazywanego PSM2. Czasopismo przeszło 2 zmiany szaty graficznej podczas wydania numerów 52 i 73.
Wipeout było pierwszą grą zrecenzowaną w czasopiśmie. Gra zdobyła ocenę 8/10. Ostatnią zrecenzowaną grą była Ford Truck Mania, która zdobyła ocenę 7/10.
Czasopismo stało się nie tylko najlepiej sprzedawanym czasopismem o konsoli PlayStation w Wielkiej Brytanii, ale też najlepiej sprzedawanym czasopismem gier komputerowych na świecie.

### Essential PlayStation
Essential PlayStation – czasopismo dodatkowe do Official UK PlayStation Magazine, które było wydawane od 1996 do połowy 1999.

## Official UK PlayStation 2 Magazine
Official UK PlayStation 2 Magazine (skracane do OPS2) wydawano jako następcę Official UK PlayStation Magazine od grudnia 2000 (znowu zgrywając premierę z wydaniem konsoli PlayStation 2). Do każdego numeru dołączano płytę DVD z demami gier. Wydano 100 numerów czasopisma. Ostatni numer ukazał się w lipcu 2008. W tym czasie czasopismo przeszło trzykrotną zmianę szaty: w numerach 26, 42 i 90.
Pierwsza gra, która została zrecenzowana, była Tekken Tag Tournament. Dostała ona ocenę 8/10. Ostatnią zrecenzowaną grą było SBK-08: Superbike World Championship z oceną 7/10.

## Zawartość
Zazwyczaj każdy numer składał się z poniższych segmentów:
- The Big 10 – dziesięć najważniejszych wydarzeń dotyczących PlayStation.
- Agenda – ranking najlepiej sprzedających się gier na platformy PlayStation i gadżetów Sony (telefony czy aparaty fotograficzne).
- Zapowiedzi i recenzje.
- Recenzje ostatnio wydanych filmów na dyskach Blu-ray.
- Contact – listy do redakcji
- Directory – różne porady dotyczące kupna gier na konsole PlayStation albo elektroniki, jak na przykład telewizorów HD.